# Siège d'Otate
 (novembre 2019).
Si vous disposez d'ouvrages ou d'articles de référence ou si vous connaissez des sites web de qualité traitant du thème abordé ici, merci de compléter l'article en donnant les références utiles à sa vérifiabilité et en les liant à la section « Notes et références ».
Le siège d'Otate (御館の乱, Otate no ran) de 1578 a lieu à la suite de la mort soudaine d'Uesugi Kenshin, un des plus grands seigneurs de guerre du Japon. Kenshin avait demandé que l'héritage soit partagé entre son neveu, Uesugi Kagekatsu, et son fils adoptif. Uesugi Kagetora.
Aussi, le 17 mars 1578, Uesugi Kagekatsu emmène une force de son château de Kasugayama afin d’assiéger le château d'Otate de son cousin. La forteresse cède, Kagetora commet le seppuku et Kagekatsu prétend à l'intégralité de l'héritage.